# Cross-Channel-Konzeption
Cross-Channel-Konzeption und Kreuzkanalität sind synonyme Begriffe im Medien-Marketing zur Bezeichnung der Eigenschaft von Produkten oder Dienstleistungen, die über verschiedene mediale, telekommunikative oder institutionelle Kanäle vermarktet werden. Die Konzeption vernetzt mindestens zwei dieser Kanäle zur Leistungserstellung und Vermarktung, um so die Vorteile der verschiedenen Kanäle zu nutzen, ohne an die Nachteile der individuellen Kanalnutzung gebunden zu sein.
Beispielsweise kann das Telefon (erster Kanal) die monodirektionale Ausstattung des Fernsehens (zweiter Kanal) ergänzen und so die Kommunikation zwischen Moderator und Zuschauer im Rahmen einer Sendung ermöglichen.
Cross-Channel-Konzeptionen werden deshalb häufig von TV-Sendern im Rahmen von TV-Formaten genutzt. Sender, welche Cross-Channel-Konzeptionen umfassend einsetzen, sind insbesondere RTL im Format Deutschland sucht den Superstar, Super RTL unter der Marke Toggo oder die ProSiebenSat.1 Media AG mit der Promotionaktion Red Nose Day.

## Kanäle
- Mediale Kanäle sind beispielsweise Fernsehen, Teletext, Radio, Tageszeitungen und Zeitschriften, sowie Außenwerbung.
- Zu den telekommunikativen Kanälen gehören Internet, E-Mail, Telefonie, Telefax und sämtliche mobile Kanäle.
- Institutionelle Kanäle umfassen Einzelhandel, Veranstaltung, Briefversand und Versandhandel.

## Cross-Channel-Strategien
Cross-Channel Konzeptionen werden eingesetzt um verschiedene Strategien zu verfolgen. Zum Start eines Formats kann die Konzeption zur Werbung genutzt werden und die Bekanntheit der Format-Marke und somit den Markenwert aufzubauen. In den folgenden Phasen des Produktlebenszyklus verfolgt die Konzeption hauptsächlich das Ziel Erlöse aus dem Werbemarkt (B2B) effektiver auszuschöpfen und damit höhere Gewinne zu erzielen. Nach dem Sendestart kann die Konzeption darüber hinaus auch im B2C-Bereich eingesetzt werden, um Erlöse von Zuschauern zu generieren.

### Markenaufbau und Markenpflege
TV-Formate müssen schnell und reichweitenstark bekannt gemacht werden. Der Markenaufbau muss damit schneller erfolgen, als dies bei anderen Produkten nötig ist. Kombinationen verschiedener medialer Kanäle bieten die Möglichkeit, den Markt tief greifend und in kurzer Zeit zu durchdringen, denn die Kombination mehrerer Werbekanäle steigert die bewusste Wahrnehmung von Kampagnen. Siehe auch Crossmedia.

### Auswertung im Business-to-Business-Bereich
Fernsehsender nutzen Cross-Channel Konzeptionen nicht nur zur Eigenwerbung. Die verbesserte Effektivität kombinierter Kanäle kann auch an Werbekunden verkauft werden, was zu höheren Einnahmen gegenüber reguläreren TV-Werbe-Spots führt. Die großen Sender nutzen beispielsweise ihre Webportale oder Kooperationen mit Zeitschriften um zusätzliche Erlöse aus Entwurf und Durchführung generieren zu können. Siehe ebenfalls Crossmedia.

### Auswertung im Business-to-Consumer-Bereich
Die Integration von telekommunikativen und institutionellen Kanälen ermöglicht den Sendern die Erlösgenerierung mit Zuschauern. Die Sender sind in einer hervorragenden Position, um mit Cross-Channel Konzeptionen einen Mehrwert für den Zuschauer zu schaffen. Zum einen führen sie starke Marken, deren Potenzial sie ideal auf andere Kanäle ausweiten können. Zum anderen ist die Koordination durch einen TV-Sender sinnvoll, da die große Reichweite der Sendung zielgruppenspezifisch auf die übrigen Kanäle geleitet werden kann.